# Llista de Creus de Sant Jordi/2020

#### Persones
Informació actualitzada per un bot. Els canvis manuals es perdran quan s'actualitzi!
| Persona                         | Wikidata  | Descripció                                                                        | Ocupació                                                                      | Imatge |
| ------------------------------- | --------- | --------------------------------------------------------------------------------- | ----------------------------------------------------------------------------- | ------ |
| Miquel Barceló Artigues         | Q561930   | artista balear                                                                    | pintor escultor ceramista gravador artista gràfic artista visual il·lustrador |        |
| Jordi Galí Garreta              | Q1388364  | economista català                                                                 | economista professor d'universitat                                            |        |
| Gerhard Grenzing                | Q1417938  | orguener alemany                                                                  | orguener                                                                      |        |
| Maria Josep Cuenca Ordinyana    | Q3290962  |                                                                                   | lingüista catedràtic                                                          |        |
| Laia Sanz                       | Q4894394  | pilot catalana de trial, enduro i raids                                           | pilot de motociclisme pilot d'automobilisme                                   |        |
| Antoni Canu                     | Q11905807 | poeta sard en alguerès                                                            | poeta                                                                         |        |
| Joan Ramon Resina               | Q11927910 |                                                                                   | filòleg professor d'universitat                                               |        |
| Jordi Monés i Pujol-Busquets    | Q11928331 | historiador català                                                                | historiador químic                                                            |        |
| Josep Amat i Girbau             | Q11928428 | científic català                                                                  | enginyer industrial catedràtic                                                |        |
| Josep Maria Nadal i Farreras    | Q11928731 | filòleg català                                                                    | lingüista filòleg escriptor catedràtic                                        |        |
| Montserrat Pujolar i Giménez    | Q11937534 |                                                                                   | bibliotecari compositor                                                       |        |
| Sol Picó                        | Q11950058 | bailarina i coreògrafa                                                            | coreògraf ballarí ballarí de ballet director de cinema                        |        |
| Eduard Carbonell i Esteller     | Q16184875 |                                                                                   | historiador de l'art historiador professor d'universitat escriptor            |        |
| Imma Colomer Marcet             | Q16189606 | actriu i directora catalana de teatre, televisió i cinema                         | actor professor director de cinema                                            |        |
| Roser Bru Llop                  | Q16297945 | pintora i gravadora xilena d'origen català                                        | pintor gravador artista visual                                                |        |
| Carme Valls i Llobet            | Q17037065 | metgessa i política catalana                                                      | endocrinòleg polític professor d'universitat escriptor metge                  |        |
| Jordi Fàbregas i Canadell       | Q17148039 | músic català                                                                      | músic compositor gestor cultural                                              |        |
| Joan Estruch i Gibert           | Q18811680 |                                                                                   | sociòleg traductor professor d'universitat                                    |        |
| Rosa Maria Garriga i Llorente   | Q19288762 | antropòloga i sociòloga catalana                                                  | sociòleg catedràtic                                                           |        |
| Miriam Ponsa                    | Q19301269 | dissenyadora de moda catalana                                                     | dissenyador de moda                                                           |        |
| Martina Camiade Boyer           | Q35027902 | pedagoga i historiadora nordcatalana                                              | pedagog historiador periodista professor d'universitat                        |        |
| Teresa Capell Capell            | Q37834899 | bioenginyera catalana                                                             | investigador bioenginyer                                                      |        |
| Maria Àngels Alabert i Feliu    | Q61982598 | Compositor, pianista i professor de música català                                 | pianista compositor                                                           |        |
| Guillem Agulló i Lázaro         | Q63725550 | activista social valencià                                                         | activista social mecànic                                                      |        |
| Carme Salvador                  | Q87475120 | mare de Guillem Agulló Salvador, assassinat a mans d'un militant neonazi, el 1993 | activista social                                                              |        |
| Pere Miró i Sellarés            | Q87475742 | directiu olímpic i polític català                                                 | nedador jugador de waterpolo                                                  |        |
| Josep Maria Monferrer i Celades | Q87532102 | educador i dinamitzador cultural al barri de la Mina de Sant Adrià de Besòs       | educador activista social activista cultural professor historiador            |        |
| Benigne Marquès i Sala          | Q87533128 | canonge i arxiver capitular de l'Arxiu Diocesà d'Urgell                           | arxiver sacerdot                                                              |        |
| Purificació Canals i Ventín     | Q87533816 | Biòlega                                                                           | biòleg activista professor d'universitat                                      |        |
| Anna Mercadé i Ferrando         | Q87549294 | empresària catalana                                                               | empresari                                                                     |        |

#### Entitats
Informació actualitzada per un bot. Els canvis manuals es perdran quan s'actualitzi!
| Entitat                                                                | Wikidata  | Descripció                                                  | Imatge |
| ---------------------------------------------------------------------- | --------- | ----------------------------------------------------------- | ------ |
| Pallassos sense fronteres                                              | Q3774661  |                                                             |        |
| Banda Municipal de Música d'Alcanar                                    | Q11907792 |                                                             |        |
| Ecomuseu de les Valls d'Àneu                                           | Q11917975 |                                                             |        |
| Federació d'Entitats Excursionistes de Catalunya                       | Q11921686 |                                                             |        |
| Recvll                                                                 | Q11945043 |                                                             |        |
| Fundació Hospital Sant Pere Claver                                     | Q20100607 |                                                             |        |
| Orfeó Nova Solsona                                                     | Q20105813 |                                                             |        |
| Prodis                                                                 | Q65209264 | associació per a la integració de persones amb discapacitat |        |
| Hospital de Campdevànol                                                | Q87761772 | hospital al Ripollès                                        |        |
| Aire Nou de Bao                                                        | Q88856689 |                                                             |        |
| Associació Recvll Blanes                                               | Q88856940 |                                                             |        |
| Aules d'extensio Universitaria per a la Gent Gran de Barcelona         | Q88857199 |                                                             |        |
| Taller Àuria                                                           | Q88857513 | cooperativa social                                          |        |
| Associació Cultural del Gremi de Pagesos de Sant Llorenç i Sant Isidre | Q88858290 |                                                             |        |
| Prodiscapacitats Fundació Privada Terrassenca                          | Q88858760 |                                                             |        |
| Fundació Hospital de Sant Jaume i Santa Magdalena de Mataró            | Q88859075 |                                                             |        |
| Germans Roca                                                           | Q88859374 |                                                             |        |